# Chasing Cars
"Chasing Cars" (у преводу, Јурећи аутомобиле) је трећи сингл са четвртог албума групе Сноу патрол, Eyes Open. Издат је 24. јула 2006. године у Уједињеном Краљевству, као други сингл са овог албума.
Песма је први пут изведена на турнеји бенда 2005. године, Final Straw, када су је свирали заједно са друге две новонаписане песме ("Your Halo" и "It's Beginning to Get to Me"). Те песме су одлучили да издају на свом предстојећем албуму. Од тада, композиција песме се незнатно променила, а већ део текста је поново написан.
"Chasing Cars" се прогурала на топ-листе песама за преузимање и поп листа у Сједињеним Државама пошто је пуштена у последњној епизоди друге сезоне популарне телевизијске серије Увод у анатомију, 15. маја 2006. године. Због изненадне популарности песме, издата је као сингл почетком јуна, а поново је снимљен спот како би укључио инсерте из серије. Та верзија спота није била успешна, тако да је снимљена и трећа варијанта, за измењену верзију сингла. 13. септембра 2006. године, песма се попела на листе дигиталне музике и постала песма која је највише преузимана са интернета у iTunes Store-у у САД, само један дан након DVD издања друге сезоне Грејове анатомије. Песма је номинована за Греми награду за 2007. годину.
Гери Лајтбоди, фронтмен групе Сноу патрол, каже да је то "најчистија и отворена љубавна песма икада написана [са његове стране]." Фраза "Јурећи аутомобиле" долази од Лајтбодијевог оца, који је рекао Лајтбодију који се заљубио у једну девојку: "Ти си као пас који јури за аутомобилом. Никад га нећеш ухватити и не би знао шта да радиш са њим кад би га ухватио."
Тренс верзију ове песме су недавно ремиксовали Блејк Џарел и Тофер Џонс. Пуштена је у веома популарној тренс радио емисији A State of Trance 17. августа 2006.

## Формати и спискови песама
- ВБ промо (издат јула 2006)

1. - 4:10
2. - 4:27

- ВБ CD (издат 24. јула 2006)

1. - 4:27
2. - 3:37

- ВБ 7" (издат 24. јула 2006)

1. - 4:27
2. - 4:15

- Европски CD (издат октобра 2006)

1. - 4:27
2. - 4:15
3. - 3:37

- САД промо (издат јула 2006)

1. - 3:58

- САД сингл за  (издат 6. јуна 2006)

1. - 4:28

- Посебно холандско издање

## Успеси на листама
| Листа (2006)          | Највише место |
| --------------------- | ------------- |
|                       | 1             |
|                       | 1             |
|                       | 2             |
|                       | 6             |
|                       | 3             |
|                       | 10            |
|                       | 5             |
|                       | 6             |
|                       | 2             |
|                       | 18            |
| -{Dutch Mega Top 50}- | 8             |
|                       | 8             |
|                       | 18            |
|                       | 10            |
|                       | 16            |
|                       | 21            |
|                       | 4             |
|                       | 40            |